# Ponyboi
Ponyboi is een Amerikaanse dramatische thriller film uit 2024 geregisseerd door Esteban Arango. De film ging op 20 januari 2024 in première tijdens het Sundance Film Festival.

## Verhaal
De film volgt de interseksuele Ponyboi die bij een wasserette werkt en bijverdient door te tippelen. Bij de wasserette werk hij samen met zijn beste vriendin Angel, die zwanger is. Ponyboi brengt de nacht door met Vinnie, zijn geheime liefde en de aankomende vader van Angel haar kind. Echter als op Valentijnsdag een drugsdeal verkeerd afloopt, moet Ponyboi proberen de maffia te ontvluchten.

## Rolverdeling
| acteur                 | personage |
| ---------------------- | --------- |
| River Gallo            | Ponyboi   |
| Dylan O'Brien          | Vinnie    |
| Victoria Pedretti      | Angel     |
| Murray Bartlett        | Bruce     |
| Indya Moore            | Charlie   |
| Denis Lambert          | Jeff      |
| Stephen Moscatello     | Lucky     |
| Aphrodite Armstrong    | Gina      |
| Keith William Richards | Two Tone  |

## Achtergrond
De film werd geregisseerd door Esteban Arango en geproduceerd door River Gallo, Mark Ankner, Adel "Future" Nur en Trevor Wall. Daarnaast was Gallo ook verantwoordelijk voor het schrijven van het scenario van de film. De opnames van de film werden in het najaar van 2022 afgerond, er werd onder meer gefilmd in New Jersey, Verenigde Staten. Hoofdrollen in de film waren weggelegd voor onder anderen River Gallo, Dylan O'Brien en Victoria Pedretti.

## Release en ontvangst
Ponyboi had zijn wereldpremière op 20 januari 2024 tijdens het Sundance Film Festival. De film werd vervolgens ongeveer anderhalf jaar later, op 27 juni 2025, pas in de Amerikaanse bioscopen uitgebracht. De film werd door recensenten in het algemeen positief ontvangen. Op Rotten Tomatoes heeft de film een score van 82% op basis van 34 beoordelingen. Metacritic komt op een score van 67/100, gebaseerd op 9 beoordelingen.